# Vapor Pirabebé
El vapor Pirabebé o Piravevé (pez volador) fue un vapor mercante que sirvió para la Armada Paraguaya durante la Guerra de la Triple Alianza (1864-1870).

## Características
Tenía un solo cañón. Era de tipo hélice con 120 toneladas, con casco de hierro y máquina de vapor alimentada por una caldera rectangular de llama de retorno y con domo, que conectada a la máquina vapor le daba 60 CV, que propulsaba una hélice. Todo el sistema de propulsión estaba situado bien a popa.

## Historial de servicio
De nombre original Ranger, fue construido en el  en el astillero de T.W. Seath, en Rutherglen, aguas arriba de Glasgow en el río Clyde (en Escocia, Reino Unido), como un yate. Fue adquirido en Asunción el 12 de abril de 1865. Entonces era uno de los barcos más veloces de la flota. 
El Pirabebé tuvo una destacada acción en la batalla del Riachuelo, dirigido por el Teniente de Marina Toribio Pereyra. Componía la escuadra que huyendo de la flota brasileña se internó en el río Manduvirá y luego quedó encerrado en el Yaghuy, donde fue hundido para que no cayera en poder de los brasileños. Fue recuperado y colocado en Vapor Cué. Solo queda de él la caldera, pues el sistema de máquinas y ejes ya no están.